# Terengözek
Terengözek (ros. Tierienoziek) – wieś w południowym Kazachstanie, w obwodzie kyzyłordyńskim. Liczy 9 800 mieszkańców (2006). Ośrodek przemysłu spożywczego.